# Bielsk (województwo mazowieckie)

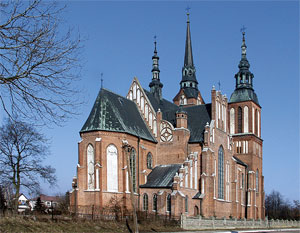
Neogotycki kościół pw. św. Jana Chrzciciela

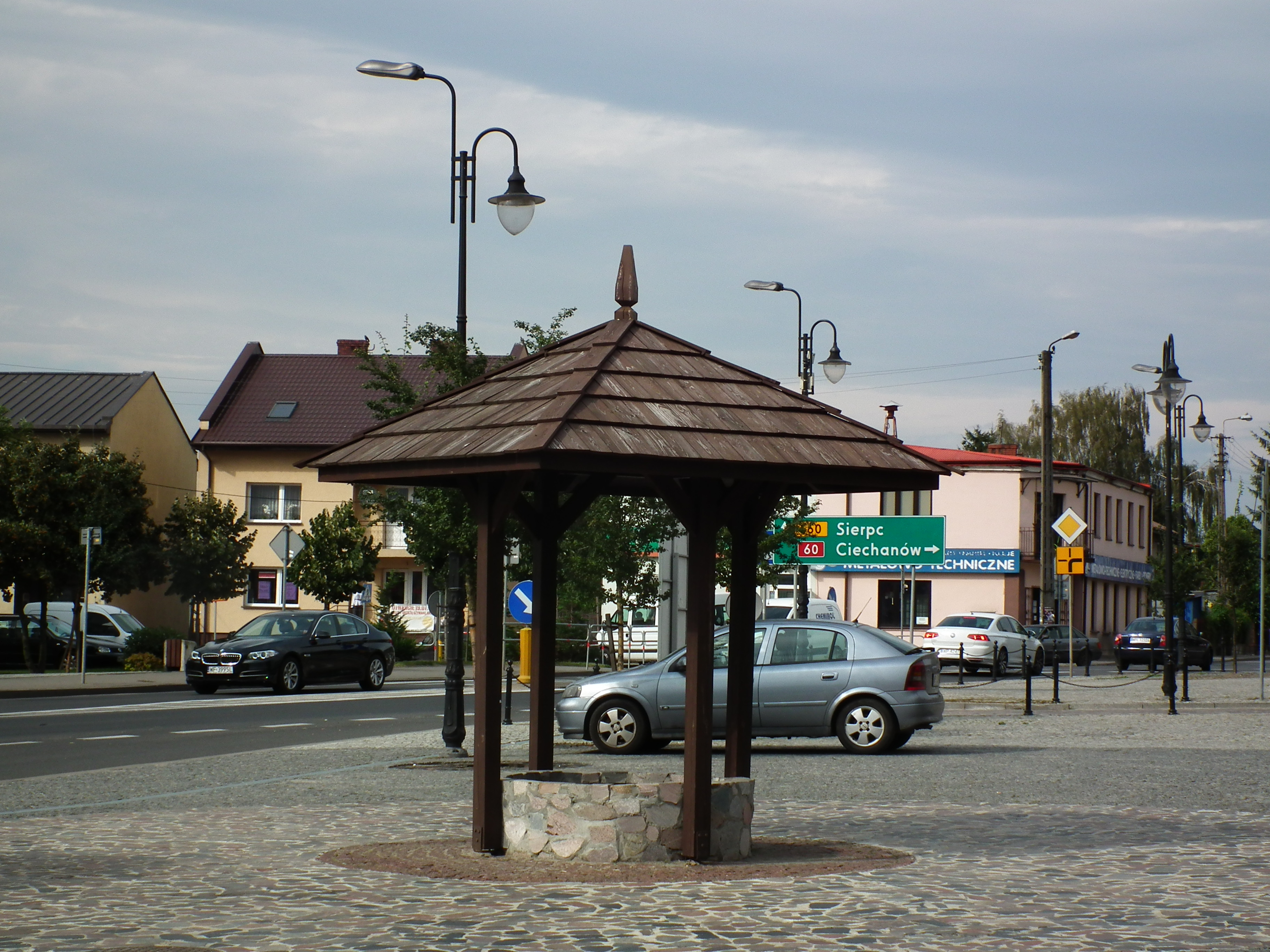
Fragment rynku ze studnią

Bielsk – wieś sołecka w Polsce położona w zachodniej części województwa mazowieckiego, w powiecie płockim, w gminie Bielsk.
Bielsk uzyskał lokację miejską w 1373 roku, zdegradowany w 1869 roku. Był miastem królewskim Korony Królestwa Polskiego w powiecie bielskim województwa płockiego w 1784 roku. Miasto rządowe Królestwa Kongresowego, położone było w 1827 roku w powiecie płockim, obwodzie płockim województwa płockiego.
Jak podaje Słownik historyczno-geograficzny województwa płockiego w średniowieczu: "W XIV w. powiat bielski jest organizacyjnie w ściślejszym związku z powiatem płockim, a teren jego obejmuje także późniejszy, powstały w połowie XVI w. powiat sierpecki", oraz "Tak późna pierwsza wzmianka o powiecie bielskim wynika z faktu zaginięcia ksiąg ziemskich bielskich"; pierwsze zachowane źródłowe informacje o powiecie bielskim pochodzą z lat 1417 i 1485.
Szacuje się, że w drugiej połowie XVI wieku powiat bielski obejmował obszar 428,8 km2 i zamieszkany był przez 16 075 osób, gdzie 14 575 to ludność wiejska (90,7%) a 1 500 osób to ludność miejska (9,3%); ze wspomnianej ludności wiejskiej 5 104 osoby to kmiecie (35%), 2 128 mieszkańców to zagrodnicy i komornicy (15%), 2 013 stanowiła czeladź (14%), 1 050 osób to rzemieślnicy (7%), 770 zamieszkałych należało do szlachty folwarcznej (5%) a 3 510 stanowiła szlachta zagrodowa (24%). Struktura własnościowa powiatu bielskiego w drugiej połowie XVI wieku przedstawiała się następująco: 1 wieś królewska Cekanowo (21 łanów), 14 wsi stanowiły własność duchowną (łącznie 142 łany), 78 wsi należało do szlachty folwarcznej (łącznie 496,3 łanów), 102 wsie były własnością szlachty zagrodowej (442 łany) oraz 33 łany miejskie (miasta Bielsk i Drobin).

## Rys historyczny
Ostatnim posesorem w okresie I Rzeczypospolitej był Jan Ostaszewski herbu Ostoja, który otrzymał Bielsk w dzierżawę emfiteutyczną decyzją sejmu w 1775 roku.
W latach 1954–1972 wieś należała i była siedzibą władz gromady Bielsk. 

## Sport
- LKS Zryw Bielsk, powstały w 1955[14].